# Willi Dansgaard
Willi Dansgaard (ur. 30 sierpnia 1922 w Kopenhadze – zm. 8 stycznia 2011) – duński paleoklimatolog, emerytowany profesor geofizyki na Uniwersytecie w Kopenhadze, członek Szwedzkiej Królewskiej Akademii Nauk.
Laureat Nagrody Crafoorda w dziedzinie nauk o Ziemi w 1995 roku.